# Witold Antonowicz
Witold Antonowicz (ur. 5 kwietnia 1897  w Płocku, zm. 1940) – polski nauczyciel, polityk, poseł na Sejm II RP w latach 1938–1939, działacz społeczny i samorządowy.

## Życiorys
Urodził się w rodzinie Walerego i Stanisławy z domu Trzcińskiej, zdobył wykształcenie średnie i ukończył kursy administracyjne. Po ukończeniu kształcenia rozpoczął pracę w Izbie Przemysłowo-Handlowej w Wilnie, później przeprowadził się do Białegostoku, gdzie pełnił funkcję przewodniczącego Rady Nadzorczej Bazaru Przemysłowo-Ludowego a także członka Rady Nadzorczej Chrześcijańskiej Spółdzielni Spożywców „Zjednoczenie”, zasiadał również w radzie miasta Białegostoku. Następnie był dyrektorem w szkole handlowej. W 1924 założył i został dyrektorem oraz nauczycielem Gimnazjum Kupieckiego w Białymstoku. W tym samym roku współorganizował Polskie Towarzystwo Krzewienia Wiedzy Ekonomicznej i Handlowej. Utworzył również, w 1930, Publiczną Szkołę Powszechną na Powietrzu – dla dzieci zagrożonych gruźlicą, wadami postawy bądź innymi schorzeniami. Szkoła ta mieściła się w lesie Zwierzyniec w okolicach Białegostoku. Uczniów naświetlano lampami kwarcowymi, stosowano gimnastykę korekcyjną, zaś lekcje były, okresowo, prowadzone w ogrodach placówki, na świeżym powietrzu.  
Antonowicz do Sejmu V kadencji został wybrany w okręgu nr 40 (Białystok), zasiadał w klubie OZN i pracował w komisji przemysłowo-handlowej, administracyjno-samorządowej i budżetowej (zastępca członka). Po inwazji sowieckiej w 1939, został aresztowany przez NKWD i wg jednej z wersji zmarł w więzieniu, lub został zamordowany w ramach zbrodni katyńskiej w Mińsku.

## Ordery i odznaczenia
- Złoty Krzyż Zasługi (dwukrotnie: 9 listopada 1932[6], 11 listopada 1937[7])